# Linia M1 metra w Mediolanie
Linia M1 – pierwsza zbudowana linia metra w Mediolanie. Prace rozpoczęto w 1957 roku, a pierwszą część linia M1 otwarto w 1964 między Sesto Marelli i stacją Lotto. Jest również nazywaną linią czerwoną, lub Linea Rossa w języku włoskim, jak jest wizualnie oznaczona. Log metra przejęło kolor czerwony od linii M1 jako swój symbol.
Dziś linia rozpoczyna się na północnych przedmieściach Sesto San Giovanni, biegnie przez centrum miasta, a następnie do zachodniej dzielnicy w dwóch różnych kierunkach, na północny zachód do Rho oraz na ulicę Bisceglie. Linia ma w sumie 27 km długości i liczy 38 stacji.